# Gymnosoma amplifrons
Gymnosoma amplifrons là một loài ruồi trong họ Tachinidae.